# Firefly Productions
 (транскр.  Фајрфлај продакшнс) основана је 25. јуна 2018. године, са основном делатношћу: производња кинематографских дела, аудио-визуелних производа и телевизијског програма.
Циљ продукције Firefly productions d.o.o. је производња и пласман домаћег серијског програма вишег и захтевнијег профила.

## Реализовани пројекти
- Тајкун, по сценарију Ђорђа Милосављевића и у режији Мирослава Терзића
- Клан, по сценарију и у режији Слободана Скерлића
- Мочвара, по сценарију Милене Марковић и режији Олега Новковића
- Породица, по сценарију и режији Бојана Вулетића
- Калкански кругови по сценарију Ђорђа Милосављевића и у режији Миланa Караџићa
- Феликс
- Црна свадба по сценарију Страхиње Маџаревића и режији Немање Ћипранића
- Чудне љубави по сценарију Бобана Јевтића и режији Николе Које
- Блок 27
- Мрак (филм из 2022) - копродуцент
- Пад (ТВ серија), по мотивима аутобиографског романа Година прође, дан никад Жарка Лаушевићa[тражи се извор]
- Деца зла, по роману Миодрага Мајића, судије Апелационог суда у Београду
- V ефекат

У фази постпродукције или у припреми снимања су следећи пројекти:
- Фруст
- Aпсолутних сто (серија)
- Константиново раскршће (TВ серија), по роману Дејана Стојиљковића (прича из периода Другог светског рата о нацистичком лову на моћне реликвије које су некад припадале римском императору Константину)[тражи се извор]
- Зидови ћуте
- Генерација Тесла
- Рецепт за љубав

Са страним партнерима у припреми су пројекти намењени и за страно тржиште попут:
- Беснило
- Горила
- Кобни супарник

Продукција Firefly productions у плану има и екранизацију следећих романа:
- Беснило, по роману Борислава Пекића (прича смештена у осамдесете године 20. века на лондонском аеродрому Хитроу током избијања изразито заразног облика беснила)[тражи се извор]
- Супернова, по причи Горана Скробоње, из његове збирке прича Шилом у чело